# Tulipa dubia
Tulipa dubia är en liljeväxtart som beskrevs av Aleksei Ivanovich Vvedensky. Tulipa dubia ingår i släktet tulpaner, och familjen liljeväxter. Inga underarter finns listade.